# Alejandro Mayorkas
Alejandro Nicholas Mayorkas (Havana, 24 november 1959) is een Amerikaans jurist, ambtenaar en politicus van de Democratische Partij. Tussen 2 februari 2021 en 20 januari 2025 was hij minister van Binnenlandse Veiligheid in het kabinet-Biden. Eerder was hij directeur van Citizenship and Immigration Services van 2009 tot 2013 en onderminister van Binnenlandse Veiligheid van 2013 tot 2016.
- Gemeinsame Normdatei: 1222031140
- International Standard Name Identifier: 0000 0001 0808 6521
- Library of Congress Control Number: no2010202715
- SNAC: w6c64b39
- Virtual International Authority File: 160537610
- WorldCat: E39PBJwhvFvbVqGdmk3kb3ChHC